# Francisco de Lugo

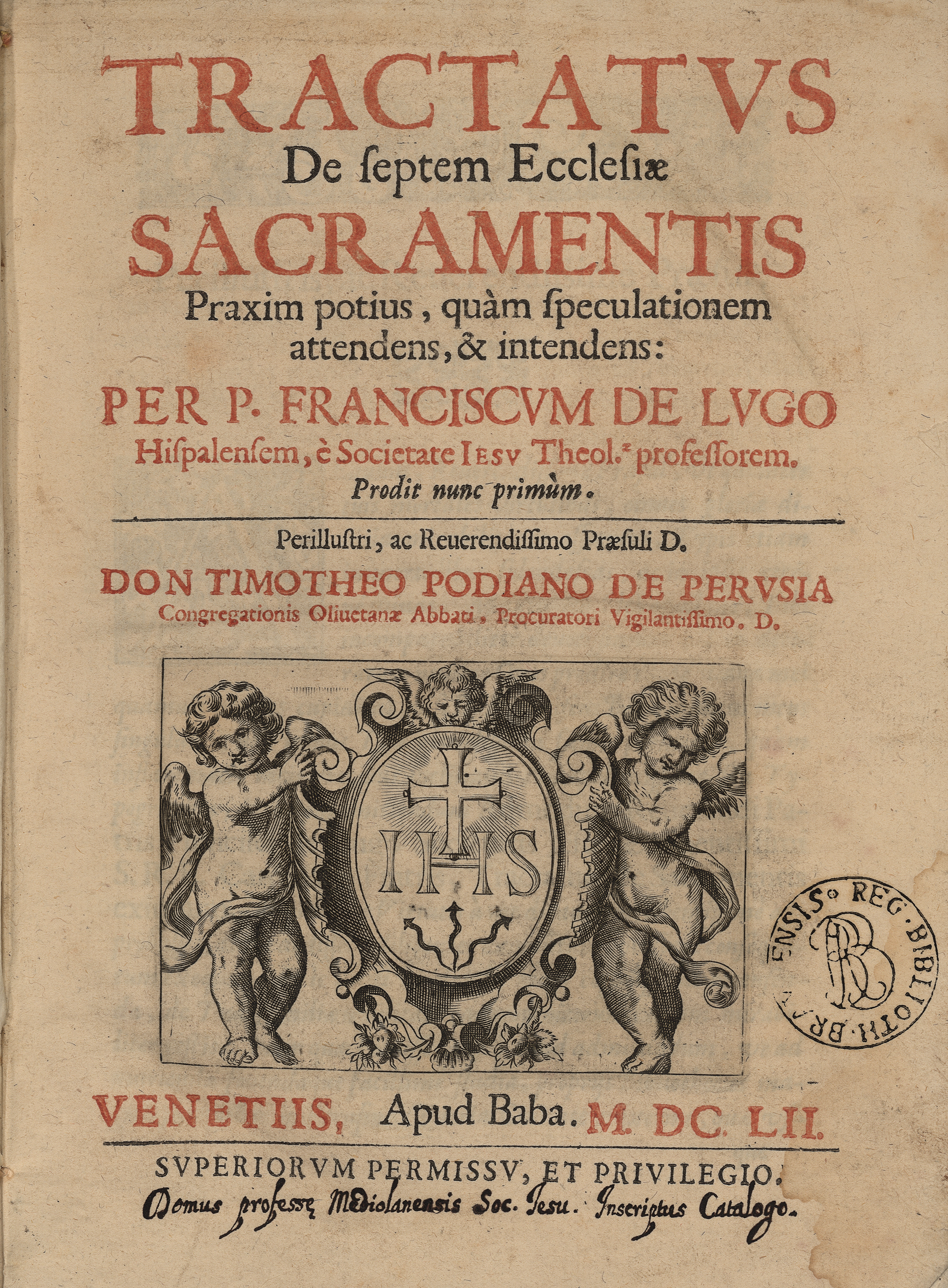
De septem Ecclesiae sacramentis, 1652

Francisco de Lugo S. J. (Madrid, 1580 - Valladolid, 17 de setembro de 1652) foi um teólogo jesuíta espanhol.

## Biografia
Era irmão mais velho do Cardeal de Lugo, e, como ele, um ditinguido membro da Sociedade de Jesus, onde ingressou como novício em Salamanca em 1600.

## Obras
- Theologia scholastica
- Decursus prævius ad theologian moralem
- De septem Ecclesiæ sacramentis, praxim potius quam speculationem, attendens et intendens
- De sacramentis in genere